# Холокост в Беларуси

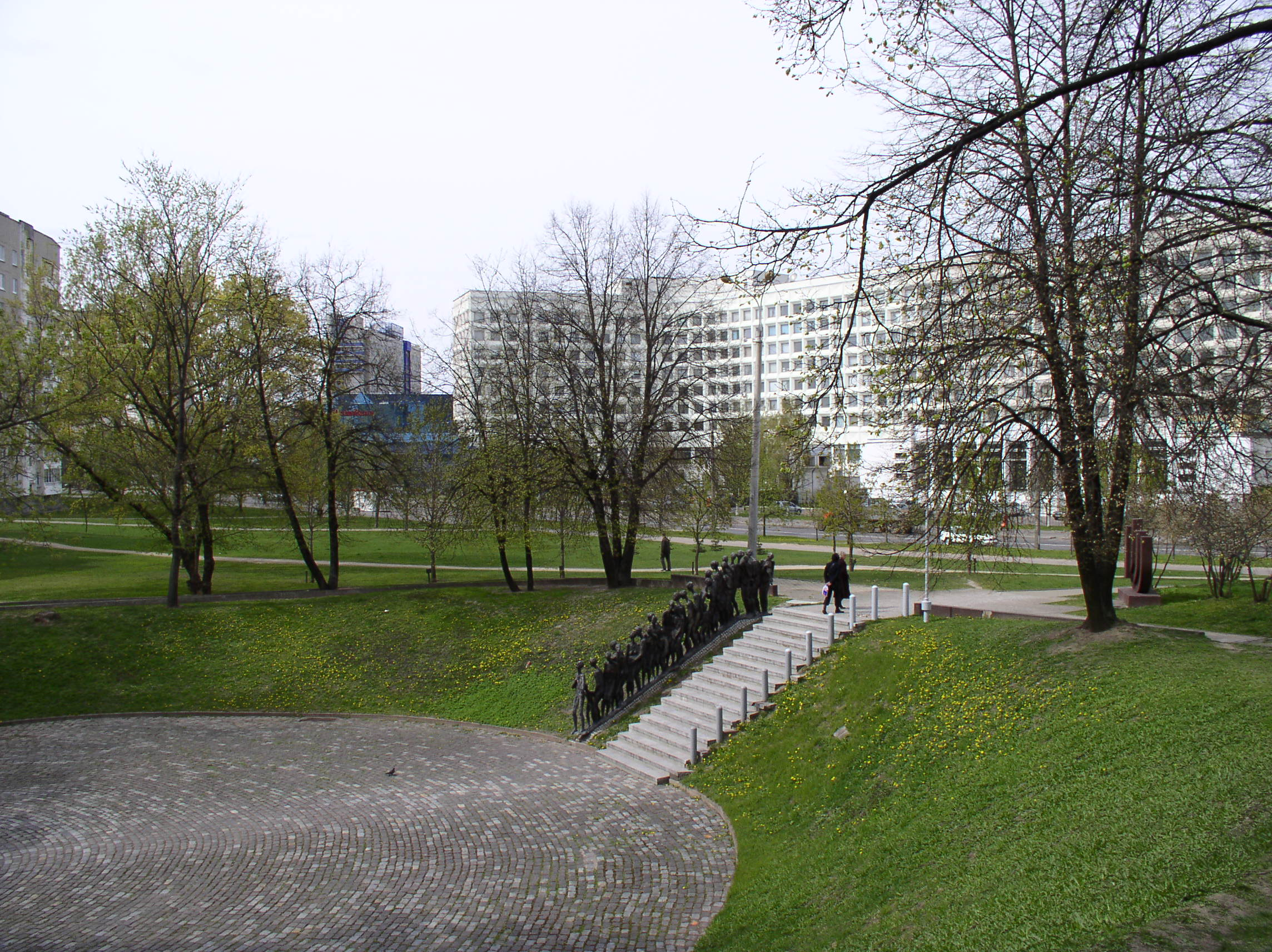
Мемориал Яма в Минске — памятник жертвам Холокоста

Холоко́ст в Белару́си (бел. Халакост у Беларусі) — преследование и уничтожение евреев на территории Беларуси в период немецкой оккупации с 22 июня 1941 года по 28 июля 1944 года, часть общей политики нацистов и их союзников по уничтожению евреев.
На оккупированных территориях действовали Нюрнбергские расовые законы, которые были призваны осуществить изоляцию евреев по расовому признаку. Учёт евреев являлся первым шагом к их физическому уничтожению.
Массовые убийства начались практически одновременно с приходом немецких войск и продолжались до полного освобождения республики. Точная информация о количестве жертв и общей численности евреев, проживавших на белорусской территории к моменту начала Холокоста, отсутствует. Однако, по данным большинства научных источников, погибло примерно от 600 до 800 тысяч человек, то есть от 74 до 82 % еврейского населения Беларуси.
В послевоенной Беларуси события Холокоста подвергались замалчиванию по идеологическим причинам. Систематическая работа по увековечиванию памяти жертв началась только в 1991 году. Даже в XXI веке научная разработка темы Холокоста в Беларуси находится на низком уровне.

## Ход событий
22 июня 1941 года Германия напала на СССР, и к концу августа территория Беларуси была полностью захвачена немецкими войсками. В связи с тем, что продвижение немецких частей было очень быстрым, лишь немногим евреям удалось эвакуироваться или бежать вглубь страны.

### Эвакуация евреев
Чем дальше на восток находилось еврейское население, тем большая его доля была эвакуирована и спасена от оккупации. Молодые мужчины были призваны в Красную армию. Из присоединённых к СССР после 1939 года западных территорий, где проживало более 2 миллионов евреев, сумели эвакуироваться не более 100 тысяч. На территории Беларуси в границах до 1939 года, занятой немцами к концу июня 1941 года, проживало немногим более 130 тысяч евреев, из которых успели эвакуироваться 14—15 тысяч. На территории Беларуси, занятой немцами к середине июля, проживало ещё от 105 до 110 тысяч евреев, из которых успели уехать на восток 45—48 тысяч. В период второй волны эвакуации, с середины июля до конца августа 1941 года, удалось вывезти 80 тысяч евреев из 125 тысяч с оставшейся на тот момент неоккупированной территории Беларуси.
По примерным подсчётам, из районов, захваченных немцами до конца июня 1941 года, было эвакуировано всего около 11 % евреев; из районов, оккупированных к середине июля 1941 года, — от 43 до 44 %, а из восточной части республики спаслось около 63—64 %.
Шансы на эвакуацию определялись местом жительства (например, близостью железной дороги), скоростью продвижения немецкой армии на восток и приоритетами советских органов в политике эвакуации. В именных списках, составленных в Центральном справочном бюро в Бугуруслане, в октябре — ноябре 1941 года было зарегистрировано 222 тысячи евреев-беженцев из Белорусской ССР.

### Периоды, территориальное и административное деление

Административное деление Беларуси в период оккупации

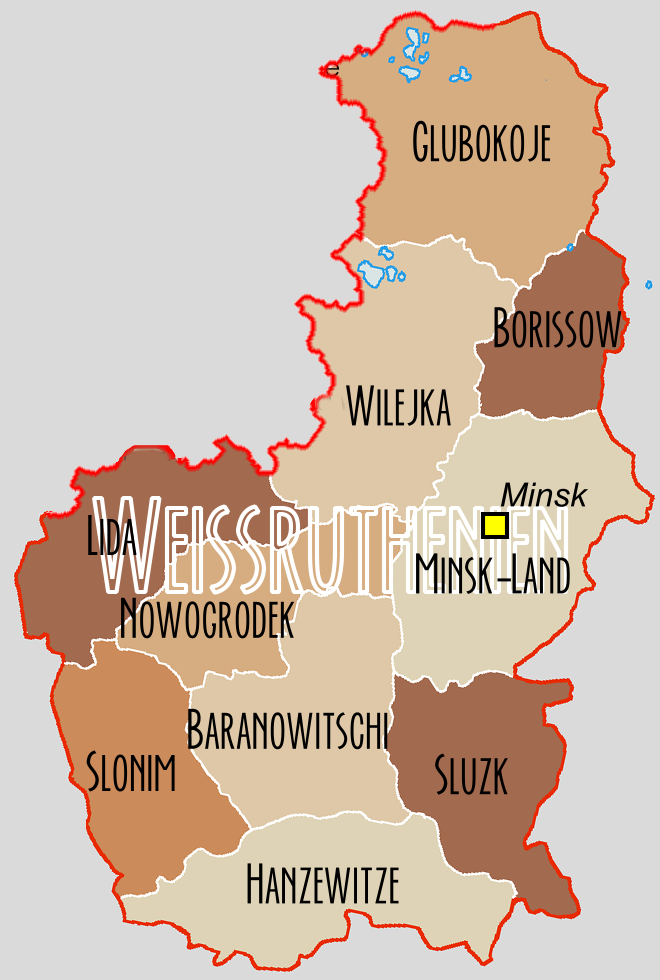
Генеральный округ Белорутения

Периодизация Холокоста в Беларуси совпадает с периодизацией Холокоста на территории СССР с тем уточнением, что Беларусь была освобождена в июле 1944 года.
Илья Альтман выделяет следующие этапы в осуществлении Холокоста на территории СССР:
1. 22 июня 1941 года (нападение на СССР) — январь 1942 года (Ванзейская конференция).
2. Февраль 1942 года — осень 1943 года (ликвидация гетто и рабочих лагерей в немецких зонах оккупации).
3. Зима 1943/1944 годов — осень 1944 года (перевод уцелевших евреев в концлагеря. В тот же период происходит полное освобождение оккупированной территории СССР[c]).

Ицхак Арад рассматривает три этапа в следующих интервалах:
1. 22 июня 1941 года (нападение на СССР) — февраль 1942 года. За это время уничтожено большинство евреев Литвы, Латвии, Эстонии, Молдовы, почти все евреи восточной Беларуси, восточной Украины и занятых немцами районов РСФСР.
2. Весна 1942 года — декабрь 1942 года. Уничтожено большинство евреев западной Украины и Беларуси, а также южных районов РСФСР, оккупированных летом 1942 года.
3. Январь 1943 года — конец лета 1944 года. Уничтожение оставшихся евреев на оккупированных территориях перед отступлением немцев.

Территория Беларуси оказалась разделённой на следующие зоны:
- Тыл группы армий «Центр». Сюда вошли Витебская, Могилёвская, значительная часть Гомельской, восточные районы Минской и несколько районов Полесской области.
- Генеральный округ Белорутения Рейхскомиссариата Остланд — около трети БССР.
- Частичное вхождение в Рейхскомиссариат Украина — юг Брестской области, бо́льшая часть Гомельской и часть Пинской и Полесской областей.
- Частичное включение в состав Третьего рейха — вся Белостокская и часть Гродненской области.
- Небольшой участок на северо-западе был включён в Генеральный комиссариат «Литва».

В первой зоне действовали военные власти, а в остальных преследованием и уничтожением евреев занималась гражданская оккупационная администрация. Генеральный округ Белоруссия был разделён на 10 округов (нем. Gebiet), во главе которых стояли гебитскомиссары. Полномочия от военных властей гражданским на территории генерального округа Белоруссия были переданы 1 сентября 1941 года.

Доктор исторических наук Олег Романько пишет также о третьей ветви власти — полицейской, подчинявшейся рейхсфюреру СС Генриху Гиммлеру. На территории Рейхскомиссариата Остланд им назначался Главный фюрер СС и полиции (нем. Hohere SS-und Polizeifuhrer; HSSPf). В Генеральном округе Белоруссия был создан аппарат фюрера СС и полиции генерального округа Белоруссия (нем. SSPfWeissruthenien), которому подчинялись начальник полиции безопасности и СД (нем. Kommandeur der Sicherheitspolizei und SD Weissruthenien) и начальник полиции порядка (нем. Kommandeur der Ordnungspolizei Weissruthenien). В рамках генерального округа было создано шесть полицейских округов, которые были несколько крупнее, чем округа гражданской администрации: Лида — Новогрудок; Слоним; Барановичи — Ганцевичи; Вилейка; Глубокое; Минск — Слуцк. Именно эти структуры были основными исполнителями акций уничтожения в зоне ответственности гражданских властей.

#### Первый период
Массовые убийства евреев на оккупированных территориях шли с востока на запад в целях «очистки тылов» группы армий «Центр». В западной части шла изоляция евреев от местного населения. Часть убивали сразу, а остальных загоняли в специально выделенные для проживания евреев места — гетто. Для евреев вводились специальные опознавательные знаки — нашивки жёлтого цвета, которые необходимо было носить на одежде спереди и сзади.
Бо́льшая часть евреев Беларуси была убита в 1941 — первой половине 1942 года, главным образом в восточной части республики.
Во многих населённых пунктах убийства евреев начались в первые же дни после прихода немцев. Уже 28 июня в Белостоке были убиты 2 тысячи евреев, а спустя несколько дней — ещё несколько тысяч. 10 июля в Брест-Литовске было расстреляно, по разным данным, от 5 до 10 тысяч евреев. С 5 по 7 августа в Пинске было убито 10 тысяч евреев.
14—15 августа рейхсфюрер СС Генрих Гиммлер посетил Минск, где лично наблюдал за показательным расстрелом 100 узников Минского гетто.
До начала зимы свыше 50 тысяч человек были убиты. В первые месяцы оккупации было истреблено также большинство евреев Витебска, Гомеля, Бобруйска и Могилёва. В частности, 8 октября ликвидировано Витебское гетто, убито 16 тысяч евреев. 30 октября солдаты вермахта расстреляли 4,5 тысячи евреев в Несвижском гетто. 8 декабря 1941 года из 7 тысяч евреев, живших в Новогрудке, было убито 4,5 тысячи. К концу 1941 года были полностью уничтожены евреи из тридцати пяти крупных гетто.
С 1 по 31 января 1942 года в Беларуси айнзатцкомандами расстреляно 33 210 евреев. На той части оккупированной территории, которая находилась под контролем гражданских властей Генерального округа Белоруссия, к концу января осталось в живых 139 тысяч евреев.

#### Второй период
Летом и осенью 1942 года нацисты приступили к акциям по ликвидации гетто Западной Беларуси. Были уничтожены евреи Мира, Клецка, Ляховичей, Несвижа, Коссово и многих других мест. 17 июля 1942 года были убиты все 1137 евреев гетто посёлка Городея.
31 июля 1942 года генеральный комиссар Вильгельм Кубе доложил рейхскомиссару Остланда Генриху Лозе, что «за последние десять недель в Белоруссии ликвидировано около 55 тысяч евреев. В Минской области евреи полностью истреблены».
15—18 октября 1942 года было уничтожено Брестское гетто, спаслись всего 19 человек. 28 октября было уничтожено Пинское гетто, убито около 17 тысяч евреев.
По некоторым данным, немцы планировали переселить на место уничтоженных евреев голландских фермеров, однако дело, по всей вероятности, ограничилось ознакомительным визитом и речью генерального комиссара Кубе перед представителями миссии в 1942 году.

#### Третий период
8 февраля 1943 года было ликвидировано Слуцкое гетто. К 12 марта было полностью уничтожено еврейское население Гродно — более 25 тысяч человек. Зимой, поверив немецкой пропаганде, вернулись из леса сбежавшие евреи местечка Ивье — и были впоследствии убиты.
21 июня 1943 года рейхсфюрер СС Генрих Гиммлер подписал секретный приказ о ликвидации с 1 августа всех гетто в Рейхскомиссариате Остланд и переводе всех оставшихся в живых евреев в концентрационные лагеря. 16—20 августа были убиты последние узники белостокского гетто. К концу лета были ликвидированы последние гетто в западной Беларуси — в городах Глубокое и Лида.
7 августа 1943 года в Новогрудском гетто были расстреляны все дети и часть взрослых узников. В живых остались лишь семьи специалистов, вывезенные в здание суда и мастерские по улице Кореличской. Они были убиты в феврале 1944 года.
К концу лета 1943 года во всех гетто Беларуси вместе взятых оставалось около 30 тысяч евреев. Оставшиеся в живых евреи в Бобруйске были убиты в сентябре 1943 года. 21 октября 1943 года начался последний погром в минском гетто. Все его жители были уничтожены, до освобождения Минска дожили всего 13 человек. 17 декабря было ликвидировано гетто в Барановичах (убиты 3 тысячи человек, остальные переведены в концлагеря).
Уже с весны 1942 года по приказу Гиммлера начались работы по сокрытию следов массовых убийств, которые продолжались до самого конца оккупации. В частности, в первой половине 1944 года в ходе операции «Метеосводка» было организовано сожжение ранее захороненных трупов убитых.

## Политика оккупационных властей в отношении евреев
Политика оккупационных властей была направлена на уничтожение всех евреев, оказавшихся под их контролем. Однако быстро убить сотни тысяч человек и решить все связанные с этим вопросы было невозможно, поэтому вначале евреев регистрировали, затем изолировали от местного населения, грабили и эксплуатировали в интересах оккупантов, а только после этого уничтожали.
Формально «очисткой» оккупированных территорий от евреев занималось германское Министерство восточных территорий, которым руководил видный теоретик нацизма — Альфред Розенберг. Первоначальный план предусматривал переселение евреев за Урал, вне пределов Европы. Однако из-за провала блицкрига этот план потерял актуальность и ведущая роль по приведению в жизнь «окончательного решения еврейского вопроса» перешла к главе СС Генриху Гиммлеру. Первоначально Гиммлер планировал провести основную часть уничтожения евреев силами специальных команд — айнзатцгрупп. Однако их сил оказалось недостаточно и были созданы многочисленные отряды из местных жителей, сочувствовавших идеям нацизма. Именно эти отряды коллаборантов и выполнили основную часть массовых расстрелов осенью 1941 года. В результате до конца 1941 года к востоку от линии Молотова — Риббентропа было расстреляно около миллиона евреев.

### Учёт евреев
В определении кого считать евреем нацисты обычно базировались на Первой поправке к закону о гражданстве рейха от 14 ноября 1935 года. В Беларуси политика определения еврейства была основана на «Временных директивах по обращению с евреями на территории рейсхкомиссариата „Остланд“» от 13 августа 1941 года и была намного более жёсткой. Согласно «Директив» евреем объявлялся любой, у кого один дед или бабка из четырёх были евреями. К евреям были также отнесены супруги евреев, состоявшие в браке до 20 июня 1941 года.
Все евреи на оккупированной территории обязаны были зарегистрироваться в местных органах власти. Также евреи обязаны были носить отличительные знаки — так называемые латы. Чаще всего это были разной формы куски ткани или шестиконечные звёзды жёлтого цвета, которые должны были быть пришиты на одежде спереди и сзади. Согласно приказу № 1 от 7 июля 1941 года командующего тылом группы армий «Центр» генерала Максимилиана фон Шенкендорфа, вводились обязательные для ношения евреями с 10 лет нарукавные повязки белого цвета с нарисованной жёлтой звездой. 21 августа он же издал приказ, который в целях «строгого контроля за деятельностью евреев» запрещал им покидать район местожительства. В дальнейшем евреям запрещалось менять не только район, но и дом. Во многих гетто евреи должны были носить на одежде также номер дома, в котором они жили.
От руководства детских домов немцы в первую очередь требовали незамедлительную передачу еврейских детей в гетто. Директора и воспитатели детских домов были обязаны сообщать о наличии еврейских детей, а детей, подозреваемых в том, что они евреи, требовалось направлять на комиссию при городском комиссариате. В состав комиссии входили немцы, которые решали, еврей ли данный ребёнок, и направляли его, соответственно, в гетто или обратно в детский дом. Член комиссии немец Ребигер лично посещал по очереди детские дома и с целью выявления евреев осматривал детей и опрашивал воспитателей и воспитанников.

### Изоляция

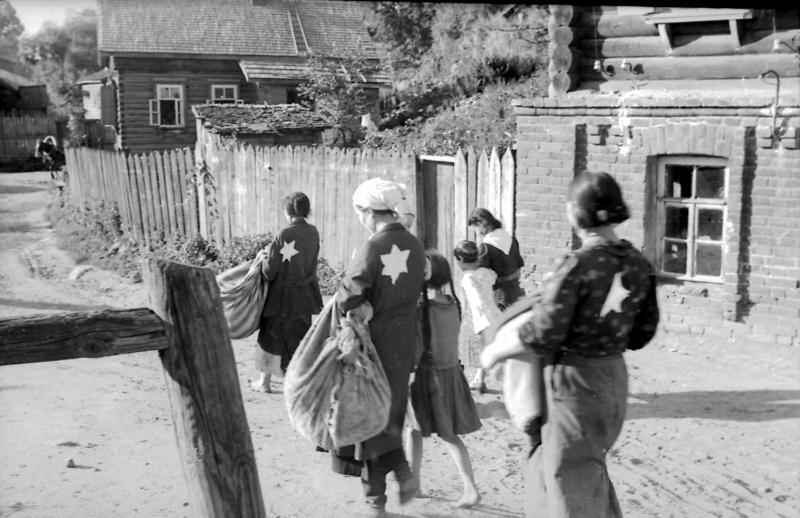
Выселение евреев в Могилёве в июле 1941 года

Основной инфраструктурой изоляции евреев были гетто, концентрационные лагеря и лагеря смерти.
Создавая места принудительного изолированного содержания евреев, нацисты преследовали следующие цели:
- Облегчение предстоящей ликвидации евреев.
- Предотвращение потенциального сопротивления.
- Получение бесплатной рабочей силы.
- Приобретение симпатий остального населения, которому нацисты преподносили это как наказание большевистской власти за предыдущие лишения народа. Нацистская пропаганда отождествляла евреев и коммунистов[63].

Евреям запрещалось менять место жительства, пользоваться тротуарами, посещать театры, кинотеатры, библиотеки и музеи, а также торговать и даже общаться с местным населением. Пойманных за пределами гетто без специального разрешения евреев, как правило, расстреливали на месте. Документы оккупационной администрации, касающиеся жизни населения, часто содержали отдельные указания по дискриминации евреев. Так, в приказе генерального комиссара Кубе от 10 сентября 1941 года относительно организации обязательного школьного обучения было указано, что для евреев не устанавливается никакого обязательного обучения, а создание еврейских школ запрещено.
Кандидат исторических наук Геннадий Винница выделяет 4 варианта режимов принудительного содержания евреев:
- Без изоляции в пределах населённого пункта;
- Изоляция без перемещения с места постоянного проживания;
- Изоляция с перемещением в отдельный район (квартал, улицу, здание) с правом в определённые часы свободно перемещаться в пределах населённого пункта
- Изоляция с перемещением в отдельный район (квартал, улицу, здание) с полным запретом покидать предназначенную территорию.

Первый вариант применялся в некоторых небольших отдалённых от райцентров населённых пунктов, где уничтожение еврейского населения происходило в считанные дни. Например, в местечке Староселье Шкловского района и в деревне Баево Дубровенского района, все жители которых были расстреляны в сентябре 1941 года.

Второй вариант был характерен для населённых пунктов, где евреи проживали достаточно компактно, что обеспечивало необходимую нацистам изоляцию без переселения в гетто. Примером таких населённых пунктов могут быть местечки Бобр, Черея Чашникского района, Камень Лепельского района и некоторые другие.

#### Гетто
Во всех белорусских городах были созданы еврейские гетто, крупнейшим из которых было Минское гетто. Приказ о его создании появился 20 июля 1941 года. В течение пяти дней около 80 тысяч евреев Минска и его окрестностей были сконцентрированы в этом гетто. В августе 1941 года было создано гетто в Белостоке (50 тысяч человек) и в Гродно (25 тысяч человек).
Всего в Беларуси было создано, по разным данным, от 111 до более чем 200, а по данным доктора исторических наук Эммануила Иоффе к 2003 году — 299 гетто в 277 населённых пунктах на довоенной территории БССР, из которых на современной территории Беларуси — 238 гетто в 216 населённых пунктах. Сложность учёта состоит в том, что многие гетто существовали очень непродолжительное время, некоторые — буквально несколько дней до полного уничтожения их населения или вывоза в лагеря смерти. Например, гетто в посёлке Калинковичи Гомельской области было создано и полностью уничтожено за 3 дня, с 20 по 22 сентября 1941 года. В энциклопедии «Белоруссия в Великой Отечественной войне. 1941—1945» (бел. «Беларусь у Вялікай Айчыннай вайне. 1941—1945») утверждается, что «гетто были созданы во всех городах и населённых пунктах, где проживало еврейское население», однако ряд источников указывает, что там, где евреев было мало, гетто иногда не создавались, а отдельные еврейские семьи переселяли в более крупные населённые пункты. В Пружанах немцы предприняли уникальную попытку создать еврейский город («Judenstadt»). Сюда было переселено свыше 6,5 тысяч евреев из 14 населённых пунктов (включая 4,5 тысячи из Белостока).
Все гетто, по мнению историков, условно можно разделить на два основных типа: «открытые» и «закрытые». Открытые гетто без физической изоляции евреев в отдельном охраняемом квартале существовали только до уничтожения жителей либо их переселения в «закрытые» гетто или депортации в лагеря. В таком гетто в обязательном порядке создавались юденраты либо назначались (избирались) старосты.
Создание «закрытых» гетто осуществлялось с обязательным переселением всех евреев в охраняемое место (квартал, улица, отдельное помещение). Вокруг закрытого гетто силами узников и за их счёт возводилась ограда в виде колючей проволоки или глухих стен и заборов. Вход и выход осуществлялся через контрольно-пропускные пункты, которые охранялись с обеих сторон.
В зоне военной администрации и прилегающих к ней районах Генерального округа Белоруссия гетто были ликвидированы к концу 1941 года, а в зонах гражданской оккупационной администрации сохранялись до лета-зимы 1943 года.

##### Жизнь в гетто

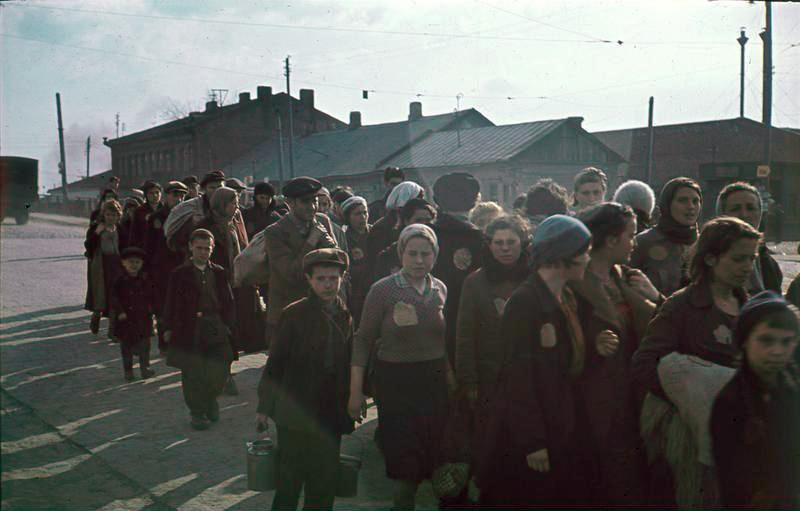
Колонна узников минского гетто на улице. 1941 год

В гетто евреи жили в тяжелейших условиях. Как правило, в одной комнате проживало несколько семей, на человека приходилось менее одного квадратного метра жилой площади. Спали на полу. Из-за скученности, отсутствия бань и недостатка воды царила антисанитария. Эпидемии тифа и дизентерии были отмечены в Слониме, Новогрудке, Бресте, Белостоке, Гродно, Пружанах и других населённых пунктах. Электроэнергией пользоваться запрещалось.
Питание узников гетто в основном обеспечивалось за счёт обмена ими с нееврейским населением вещей на продукты. При этом, если полиция замечала такие контакты, то виновных расстреливали на месте. Нормы питания, установленные оккупационными властями для евреев, были в несколько раз ниже, чем для нееврейского населения, и регулярно снижались. Работающие получали 100—200 грамм хлеба в день и несколько ложек супа, неработающие чаще всего не получали ничего. Смерть от голода и болезней была самым обычным явлением. В минском гетто из помещения юденрата, куда узники обращались за помощью, ежедневно выносили по 6—7 трупов умерших от голода. Узник Слонимского гетто Яков Шепетинский утверждает, что с середины августа до начала ноября 1941 года в их гетто умерло от голода, холода и эпидемий около 10 тысяч человек.
Выход за пределы гетто был запрещён, кроме выхода на работу. На работу узников водили в колоннах под вооружённой охраной, причём они должны были идти по мостовой, пользоваться тротуарами не разрешалось. Во время движения колонны и во время работы охрана часто избивала и даже убивала узников.

##### Юденраты
Юденраты (нем. Judenrat — «еврейский совет»), или еврейские комитеты, создавались немецкими оккупационными властями как органы самоуправления еврейских гетто. Еврейская коллаборация, в отличие от белорусской, никогда не имела под собой идеологической основы. Кроме того, юденраты, в отличие от других местных коллаборационистских органов, часто формировались в принудительном порядке.
Так, по версии Василия Гроссмана, в Минске немцы просто задержали на улице 10 первых попавшихся мужчин-евреев и объявили, что они являются еврейским советом, обязанным исполнять немецкие приказы. Как утверждал руководитель подполья минского гетто Гирш Смоляр, офицер просто спросил группу евреев «Кто знает немецкий?» Илья Мушкин сделал шаг вперёд и тут же был назначен руководителем юденрата.
В полномочия юденрата входило обеспечение хозяйственной жизни и порядка в гетто, сбор денежных средств и других контрибуций, отбор кандидатов для работы в трудовых лагерях, а также исполнение распоряжений оккупационной власти. Юденрату формально подчинялась еврейская полиция.
Кандидат исторических наук Евгений Розенблат делит еврейских коллаборантов на две большие группы:
- Сторонники стратегии коллективного выживания.
- Лица, осуществлявшие стратегию индивидуального выживания.

Первая группа отождествляла себя со всеми остальными жителями гетто и старалась по возможности добиться системы, при которой целому ряду категорий еврейского населения предоставлялись дополнительные шансы на выживание — например, опека юденратов над многодетными семьями, малоимущими, стариками, одинокими людьми и инвалидами. Представители второй группы противопоставляли себя остальным евреям и использовали все средства для личного выживания, в том числе ведущие к ухудшению положения или гибели остальных.
Члены юденратов по-разному относились к сопротивлению и акциям вооружённого подполья в гетто. В некоторых случаях они налаживали связь и сотрудничество с подпольем и партизанами, в других — стремились не допустить акций сопротивления, опасаясь, что немцы будут мстить всем жителям гетто. Существовали также активные пособники нацистов. Часть из них была убита подпольщиками и партизанами.

##### Крупнейшие гетто
| Город      | Период существования            | Число погибших     |
| ---------- | ------------------------------- | ------------------ |
| Минск      | 20 июля 1941 — 21 октября 1943  | от 80 до 100 тысяч |
| Белосток   | 26 июля 1941 — 20 августа 1943  | 50 тысяч           |
| Бобруйск   | 1 августа 1941 — февраль 1942   | около 25 тысяч     |
| Гродно     | 1 ноября 1941 — 12 февраля 1943 | От 20 до 42 тысяч  |
| Слоним     | август 1941 — декабрь 1942      | от 10 до 25 тысяч  |
| Слуцк      | август 1941 — 8 февраля 1943    | около 18 тысяч     |
| Пинск      | 1 мая — 28 октября 1942         | около 17 тысяч     |
| Витебск    | 25 июля 1941 — ноябрь 1941      | от 16 до 20 тысяч  |
| Брест      | ноябрь 1941 — 18 октября 1942   | от 16 до 18 тысяч  |
| Барановичи | декабрь 1941 — 17 декабря 1942  | 12 тысяч           |
| Могилёв    | июль 1941—1942                  | 10 тысяч           |
| Новогрудок | декабрь 1941 — осень 1943       | 10 тысяч           |
| Волковыск  | 1941 — 1943                     | около 10 тысяч     |

#### Концентрационные лагеря и лагеря смерти
Более тяжёлой формой изоляции являлись концентрационные лагеря. Такие лагеря создавались для сортировки узников на полезных и бесполезных либо для использования их на тяжёлых неквалифицированных принудительных работах. Мужчины и женщины содержались раздельно в помещениях барачного типа под охраной полиции и СД. Посещение родственниками не допускалось. Медицинское обслуживание отсутствовало. Смертность узников от непосильного труда и тяжёлых условий содержания была очень высокой. Одним из наиболее известных примеров концлагерей в Беларуси является лагерь на улице Широкой в Минске. Его узником был будущий руководитель восстания в лагере смерти Собибор Александр Печерский.
На территории Беларуси нацисты создали ряд концентрационных лагерей, специально предназначенных для уничтожения людей. Крупнейшим из них был лагерь Малый Тростенец в 10 километрах от Минска. В этом лагере и прилегающих к нему урочищах Благовщина и Шашковка было убито более 206 500 человек, в основном евреев и военнопленных. Второе и третье места по общему числу погибших занимают Леснянский лагерь смерти в Барановичском районе (88 407 человек) и Масюковщинский лагерь смерти в Минске (более 80 тысяч человек). Существенную часть погибших в лагерях смерти составили евреи.
Лагерь смерти в Колдычёво в 18 км от Барановичей был создан в марте 1942 года. В этом лагере было уничтожено около 22 тысяч человек, в том числе множество евреев города Барановичи и окрестностей. В лагере смерти Шталаг 353 в деревне Колбасино (пригород Гродно) находилось 55 тысяч человек. Только в декабре 1941 года здесь было уничтожено 27 тысяч евреев Гродненской и Белостокской областей.
Всего в Беларуси было создано около 260 лагерей смерти.

### Ограбление и эксплуатация

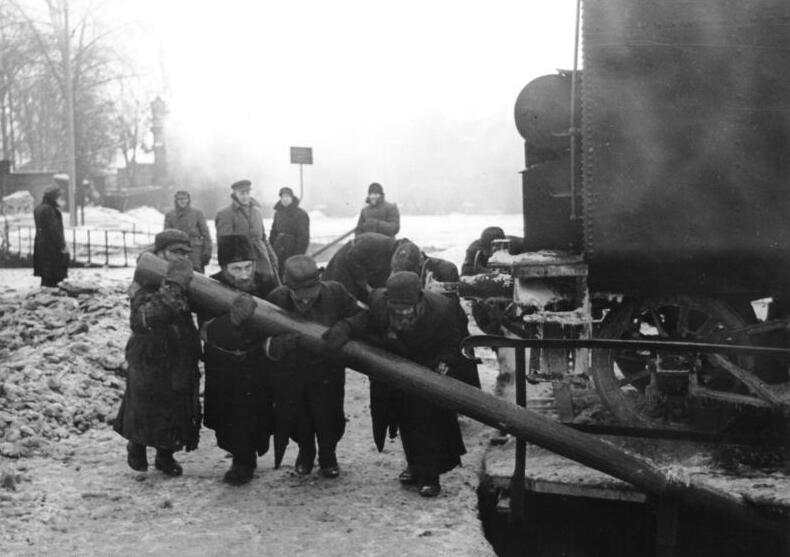
Евреи на принудительных работах в Минске. Февраль 1942 года

С установлением оккупационного режима любое имущество, принадлежащее евреям, могло быть конфисковано в любой момент. Например, 2 июля 1941 года в Минске был окружён дом № 21 по улице Мясникова, где жило 300 человек. Всех их вывели во двор и поставили лицом к стене. Под предлогом поиска оружия полиция забрала из квартир всё, что считала нужным, в том числе одежду, постельные принадлежности и даже продукты питания. Такие акции повторялись неоднократно и в дальнейшем. Немцы и коллаборационисты могли в любое время зайти в любой еврейский дом и забрать любой предмет. За попытки сопротивления убивали на месте.
С еврейского населения взимались контрибуции. Евреи обязаны были сдать всё имеющееся золото, серебро и другие драгоценности. В минском гетто контрибуции накладывались каждые две недели, для гарантии их выполнения брались заложники. После того, как все ценности у еврейского населения иссякали, поступали новые требования сдать обувь, кожаную одежду, одеяла, меховые изделия, электроприборы и так далее. Аналогичная политика проводилась и в других гетто.
Трудоспособных евреев привлекали к принудительным работам. Заявки от предприятий поступали через биржи труда. Квалифицированных специалистов немцы учитывали отдельно, они работали по специальности. Остальных, включая женщин и детей, отправляли на тяжёлые вспомогательные работы — уборку мусора, чистку туалетов, погрузочно-разгрузочные работы, рытьё ям и тому подобное. Особыми приказами запрещалось использовать евреев в сфере обслуживания, торговли или на канцелярской работе, в служебных помещениях, воинских частях и в качестве прислуги.
В гетто по приказу властей создавались обувные, швейные, столярные, слесарные и прочие мастерские, работавшие на экономику Германии. Одним из радикальных вариантов эксплуатации еврейского населения были так называемые «трудовые лагеря» (разновидность концлагерей).

### Уничтожение
Массовые расстрелы евреев начались уже с первых дней войны и были широко распространены ещё до завершения концентрации евреев в местах изоляции. Так, в сводке событий из СССР от 24 июля 1941 года шеф полиции безопасности и СД докладывал в Берлин, что «в Минске ликвидированы все слои еврейской интеллигенции (учителя, профессора, адвокаты и т. д., исключая медицинских работников). … Для начала было ликвидировано 1050 евреев. Остальные евреи ежедневно доставляются на экзекуцию». Аналогичные акции проводились по всей республике.
24 ноября 1941 года военный комендант Беларуси генерал-майор Густав фон Бехтольсхайм подписал приказ, согласно которому евреи должны «исчезнуть с лица земли». Кроме евреев, согласно приказу Бехтольсхайма, уничтожению подлежали также цыгане.
После изоляции евреев в гетто проводились массовые облавы с последующим вывозом всех задержанных на расстрел. В первую очередь уничтожались нетрудоспособные узники — дети, пожилые люди, инвалиды и больные.
Скорость уничтожения существенно зависела от позиции местных чиновников оккупационной администрации. Некоторые из них полагали, что массовое убийство трудоспособных евреев наносит ущерб Третьему рейху, лишая государство бесплатной рабочей силы. Они стремились ограничить уничтожение неквалифицированными и нетрудоспособными, аргументируя это тем, что без ряда еврейских специалистов страдает производство. Другие полагали уничтожение евреев важнейшим приоритетом и не считались с экономическими потерями. Также существовали противоречия между позицией вермахта и СД с одной стороны и гражданской администрацией — с другой. Военные настаивали на скорейшем уничтожении евреев в целях большей безопасности, а генеральный комиссариат считал это долгосрочной задачей.
По многочисленным показаниям свидетелей, во время массовых расстрелов людей часто хоронили заживо, в частности раненых и детей. Задокументированы многочисленные случаи издевательств, изнасилований и пыток перед уничтожением, случаи сожжения заживо и тому подобные проявления жестокости.
Большая часть жертв — свыше 550 тысяч человек — была убита с февраля 1942 года до осени 1943 года, в период, когда нацисты массово уничтожали гетто в Центральной и Западной Белоруссии.
Всего в Беларуси в 1941—1944 годах находилось 448 мест уничтожения еврейского населения (в современных границах — 337).
При проведении массовых акций уничтожения использовались следующие способы:
- доставка к заранее вырытым ямам или оврагам, где производились расстрелы;
- умерщвление газом (Циклон Б) в специально оборудованных автомобилях («душегубках»);
- сожжение людей в их собственных домах и отдельно стоящих зданиях;
- утопление в реках, протекающих вблизи населённых пунктов;
- умерщвление током высокого напряжения после размещения людей на металлических платформах.

В Восточной Беларуси нацисты убивали также детей от смешанных браков и даже нееврейских супругов евреев. Эта политика была уникальной, поскольку на других оккупированных территориях и тем более в странах Оси такие лица, хотя и ограничивались в правах, но, как правило, не подвергались уничтожению.

## Исполнители

### Вермахт
Илья Альтман отмечает, что участие в Холокосте военнослужащих вермахта было наиболее активным именно на территории Беларуси.
В июне 1941 года немецкие войска расстреляли около 50 евреев в местечке Видзы. В июле 1941 года солдаты 354-го пехотного полка 286-й охранной дивизии уничтожили около 2000 евреев в посёлке Крупки и местечке Холопеничи. В том же месяце солдаты вермахта утопили около 2000 евреев — детей, стариков, женщин — в Витебске при переправе их через Западную Двину. 30 октября 1941 года 8-я рота пехотного полка расстреляла 4500 узников Несвижского гетто, 2 ноября — сотни евреев в Ляховичах, 5 ноября — в Турце и Свержене, 9 ноября — 1800 узников гетто в посёлке Мир.
На систематическое и целенаправленное использование армии для уничтожения еврейского населения Беларуси обращает внимание также немецкий историк Ханнес Хеер в статье «Вермахт и Холокост». Хеер отмечает, что это были не антипартизанские операции, а массовые убийства мирного населения, и указывает на особую жестокость и садизм, свойственные немецким военнослужащим.
Кроме армейских частей, активное участие в уничтожении евреев принимали кавалерийская и 1-я моторизованная бригады СС. Только на территории Генерального округа Белоруссия они уничтожили в июле-августе 1941 и октябре-ноябре 1942 около 25 тысяч человек, в основном евреев.

### Айнзатцгруппы
На начальном этапе войны для операций по уничтожению еврейского населения использовались так называемые немецкие айнзатцгруппы, распределённые по территориальному принципу. Беларусь была зоной ответственности Айнзатцгруппы B, штаб которой располагался в Волковыске (с 3 июля 1941 года), а затем в Слониме (с 5 июля того же года), Минске (с 6 июля) и Смоленске (с 5 августа). С конца сентября 1941 года Минская область была отнесена к ведению айнзатцгруппы А.
Группы были разделены на айнзатцкоманды и зондеркоманды (нем. Sonderkommando, особая команда), имевшие в своём составе от 70 до 120 человек и подразделявшиеся на подкоманды по 20—30 человек. Айнзатцкоманды действовали в глубоком тылу, в то время как зондеркоманды использовались в непосредственной близости к линии фронта.
Метод массовых убийств, применяемый айнзатцгруппами, в основном состоял в том, что евреев выводили из жилищ, доставляли к заранее вырытым вблизи населённого пункта ямам и там расстреливали. Затем трупы сбрасывали в ямы и присыпали землёй. В ряде случаев использовались так называемые «душегубки» — грузовики, где людей убивали угарным или выхлопным газом, подаваемым в непроницаемый кузов.

### Коллаборационисты
Немцы охотно передоверяли функции исполнителей репрессий местным коллаборационистам. В частности, доктор исторических наук Эммануил Иоффе пишет, что «значительную роль в геноциде евреев Минска сыграли украинские, литовские, латышские, белорусские и русские коллаборационисты, а в охране гетто принимали участие солдаты-испанцы из „Голубой дивизии“». Доктор исторических наук, заведующий отделом военной истории Академии наук Беларуси Алексей Литвин указывает, что «организаторами и вдохновителями массовых акций уничтожения еврейского населения были служащие полиции безопасности и СД».
На территории генерального округа Белоруссия действовали 3 украинских и 8 прибалтийских (3 литовских, 4 латвийских и 1 эстонский) батальонов охранной полиции — так называемые «шуцманшафты».
Геннадий Винница рассматривает 5 видов антиеврейской деятельности коллаборационистов:
- разжигание межнациональной розни и антиеврейская пропаганда;
- помощь оккупантам в поиске и определении евреев;
- надзирательские функции, например караульная служба вокруг гетто;
- репрессивные действия: грабёж, издевательства, насилие;
- непосредственное участие в уничтожении евреев.

#### Белорусские коллаборационисты
В Беларуси, в отличие от Прибалтики и Украины, немцам на первом этапе почти не удавалось привлечь местное население к участию в массовом уничтожении евреев. Тем не менее в ряде мест после прихода немцев произошли еврейские погромы. Участие в уничтожении евреев приняли несколько сот белорусских коллаборационистов — в частности, при уничтожении гетто Борисова, Молчади, Барановичей, Минска, Кореличей, Наровли, Зембина, Островно, а также в ликвидации евреев в Колдычёвском лагере смерти.
Особенно «отличился» в уничтожении евреев Борисова назначенный немцами бургомистр города Станислав Станкевич. 19 октября 1941 года на банкете, организованном по случаю предстоявшей на следующий день акции по полному истреблению обитателей гетто в Борисове, Станкевич дал полиции указание о «чётком выполнении этого важного дела, которое, наконец, навсегда очистит город от жидовского засилья».
Как указывает доктор исторических наук Леонид Смиловицкий, роль белорусской полиции в массовых убийствах стала особенно заметной с февраля-марта 1942 года, когда сами полицейские структуры были уже укомплектованы, а немецкие войска перебрасывались на фронт.

#### Украинские коллаборационисты
Согласно материалам НАРБ, 1-й вспомогательный полицейский батальон был сформирован 10 июля 1941 года в Белостоке из военнослужащих-украинцев и тех, кто, «желая облегчить своё положение, выдавал себя за украинцев». Позднее он был переброшен в Минск и переименован в 41-й батальон. В октябре 1941 года 1-я рота 41-го батальона принимала участие в расстреле евреев из Минского гетто.
В акции против еврейского населения Могилёва 2 октября 1941 года, когда было убито 2208 человек, принимали участие 23 офицера и солдата украинской полиции.
6—7 ноября 1941 года в Минском гетто произошёл крупный погром с массовыми убийствами. Активное участие в этом приняли украинские полицейские. Очевидец событий Рая Абрамовна Чертова рассказала:

Внутрь гетто вошли вооружённые команды полицейских и гитлеровцев, полицейских солдат украинской добровольческой армии. Погромщики хватали первых встречных, независимо от возраста и пола, в том числе стариков и детей. Тех, кто не мог двигаться, убивали на месте. Других погружали в машины и увозили неизвестно куда. Самых маленьких детей разрывали на части, взяв этих крошек за ножки. Резали кинжалами. Душили. Некоторых закапывали живыми.

#### Прибалтийские коллаборационисты
Осенью 1941 года в Беларусь начали прибывать полицейские формирования, созданные на территории Прибалтики. В начале октября в Минск прибыл 2-й литовский охранный батальон (в дальнейшем 12-й литовский полицейский батальон, командир — майор Антанас Импулявичюс. Батальон, принимавший участие в карательных акциях против партизан и в истреблении еврейского населения, уничтожил свыше 19 тысяч евреев Беларуси в течение 1941—1943 годов. Жестокостью литовских полицейских 12-го батальона при ликвидации слуцкого гетто возмущались даже немцы:

Что касается самого способа проведения акции, я должен с глубоким прискорбием отметить, что он граничил с садизмом. Сам город во время акции представлял собой ужасающую картину. С неописуемой жесткостью, как со стороны немецких полицейских, так и со стороны литовских партизан, еврейское население, а также немало белорусов, были выведены из домов и согнаны в одно место. Повсюду в городе была стрельба, и на некоторых улицах валялись трупы евреев. Мало того, что с еврейским населением, в том числе и с ремесленниками, обращались по-зверски прямо на глазах у белорусского населения, но и само белорусское население точно так же подвергалось избиению резиновыми дубинками и прикладами.
— из рапорта гебитскомиссара Слуцка Вильгельму Кубе
При минском отделении СД было создано специальное подразделение, состоящее из латышей, — так называемая «латышская добровольческая рота». Солдаты этого подразделения принимали активное участие в ликвидации Борисовского гетто, уничтожении евреев Слонимского округа, Слуцка и в других населённых пунктах.
В дальнейшем в Беларусь прибыло 4 латышских полицейских батальона: 18-й, 24-й, 26-й и 266-й «Е». Батальоны дислоцировались соответственно в Столбцах, Станьково, Бегомле и Минске. К концу 1942 года из Латвии в Ганцевичи прибыл ещё один — 271-й батальон. Летом 1942 года латышский 18-й батальон под командованием майора Рубениса на протяжении нескольких дней принимал участие в уничтожении гетто в городе Слониме. 2658 евреев и 30 цыган было убито в Слонимском районе солдатами 271-го батальона. В уничтожении евреев Беларуси принимала участие так называемая команда Арайса.
В августе 1942 года в акции по уничтожению еврейского населения в районе города Новогрудок принимали участие солдаты и офицеры 36-го полицейского батальона, сформированного в начале 1942 года из добровольцев на территории Эстонии (Тарту, Курессааре, Хийумаа, Сааремаа). Согласно показаниям задержанных после войны бывших участников акции, 3—4 августа весь 36-й полицейский батальон был направлен в Беларусь, где на станции Новоельня его выгрузили, направили в Новогрудок и разместили в казармах на окраине города. Массовые казни солдатами этого батальона производились в районе Новогрудка, станции Новоельня и около села Дятлово, в 20—30 километрах от Новогрудка. Ночью полицейские оцепляли дома, выгоняли жителей, в том числе женщин и детей, на площадь, заставляли в ожидании погрузки лечь ничком на землю, а затем утром отдельными партиями вывозили на грузовиках к местам расстрела. Задержанных самих заставляли копать рвы, в которые затем сбрасывали расстрелянных. Всего в районе Новогрудка, по показаниям задержанных, было уничтожено около 1000 человек, в селе Дятлово — от 1000 до 1500 человек.
Батальон находился в данном районе около месяца, после чего был переброшен под Сталинград.

#### Русские коллаборационисты
В уничтожении евреев в восточной Беларуси принимали участие русские коллаборационисты из так называемой Русской национальной народной армии. Штаб РННА в марте 1942 года находился в посёлке Осинторф Дубровенского района. В местечке Ляды Дубровенского района 2 апреля 1942 года члены этого формирования численностью около 100—150 человек участвовали в убийстве около 2000 евреев.
В конце 1941 года — начале 1942 года под руководством начальника русской криминальной полиции Андрея Лазаренко и начальника полиции Андрея Семёнова была проведена акция по уничтожению евреев в деревне Полынковичи (Могилёвская область).
С 20 по 22 октября 1941 года при уничтожении борисовского гетто полиция расстреляла 7 тысяч человек. Среди тех, кто убивал евреев, был Константин Пинин, ленинградец, отличавшийся невероятной жестокостью. Всего в очистке гетто участвовало 200 полицейских, некоторую часть из них составляли русские — Архип Орлов, Пётр Артёмов, Геннадий Васильев, Леонид Глазов, Владимир Горбунов, Владимир Карасёв, Михаил Добровольский, Григорий Кононов и др.

#### Еврейские коллаборационисты
Известен один случай, когда в убийствах евреев Беларуси приняли участие еврейские коллаборационисты. В октябре 1942 года немцы приказали сотрудникам еврейской полиции вильнюсского гетто расстрелять 1500 евреев (стариков, женщин и детей) в гетто белорусского города Ошмяны. В результате переговоров с немцами число жертв расстрела удалось снизить до 406 стариков. Начальник еврейской полиции Яков Генс пытался оправдаться тем, что эти старики так или иначе бы умерли в течение зимы, а женщин и детей нужно было сохранить.

## Уничтожение иностранных евреев на территории Беларуси
Во время немецкой оккупации в Беларусь были депортированы около 90 тысяч евреев из Австрии, Германии, Венгрии, Нидерландов, Польши, Франции, Чехии и Словакии. Почти все они были убиты. Уничтожение осуществлялось в ряде населённых пунктов Беларуси. От 20 до (по разным данным) 80 тысяч депортированных погибло в лагере смерти Тростенец под Минском.
Депортация евреев из Германии в Беларусь началась в сентябре 1941 года. 19 тысяч немецких евреев прошли через Минское гетто, остальных убивали сразу по прибытии. С 15 мая по 5 сентября 1942 года в Белоруссию было отправлено 17 железнодорожных эшелонов с иностранными евреями.
Немецкий учёный Кристиан Герлах в монографии «Просчитанные смерти» (1999) в подразделе «Депортация иностранных евреев в Белоруссию» описал политику уничтожения депортированных евреев Германии, Австрии и Чехии. Более 35 000 евреев из Германии и Протектората Богемии и Моравии было депортировано в Минское гетто.
Немецкий историк Моника Кингреен пишет, что за 11 месяцев 1941—1942 годов из 250 европейских населённых пунктов в Минск было депортировано 15 500 евреев, из которых выжило только 500. Эти данные дали основание белорусскому историку Кузьме Козаку утверждать, что в этот период Минск был «главным местом уничтожения».
Кроме Минска иностранные евреи депортировались нацистами в Барановичи, Волковыск, Могилёв, Борисов, Бобруйск и Пинск.
997 евреев, привезённых из Терезиенштадта в Барановичи, были расстреляны 28 июня 1942 года в урочище Гай вместе с охранявшими их чешскими полицейскими и 20 узниками колдычевского лагеря смерти, хоронившими убитых. Иегуда Бауэр пишет, что 999 чешских евреев, привезённых в Барановичи поездом номер Da 221, были убиты 31 июля 1942 года с помощью машин-душегубок. Всего только из Терезина в Беларусь было уничтожено 6 эшелонов с евреями.

## Антинацистское сопротивление

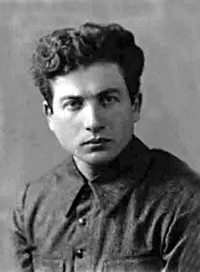
Руководитель подполья Минского гетто Михаил Гебелев

Еврейское сопротивление возникло в первые же дни оккупации республики. Более чем в 80 гетто существовали подпольные организации.
В минском гетто под руководством Исая Казинца, Гирша Смоляра и Михаила Гебелева активно действовали 22 подпольные группы, объединявшие 317 человек. На их боевом счёту диверсионные акты и саботаж на немецких предприятиях и железнодорожном узле, тысячи людей, выведенных из гетто в партизанские отряды. С сентября 1941 по октябрь 1943 года из минского гетто было выведено в лес около 10 тысяч человек. Эти люди создали или пополнили 9 партизанских отрядов и один отдельный батальон.
Согласно отчёту командира спецгруппы при Центральном и Белорусском штабе партизанского движения майора Степана Ивановича Казанцева, генеральный комиссар Белорусского округа Вильгельм Кубе погиб от мины, заложенной под матрац его кровати узником минского гетто Львом Либерманом, работавшим в квартире Кубе чернорабочим.
Задолго до знаменитого восстания в Варшавском гетто в Беларуси произошли восстания в Клецком, Несвижском, Копыльском, Мирском и других гетто.
В 1943 году произошло вооружённое восстание в Глубокском гетто:

Восстание началось 19 августа 1943 года, организованное тов. Либерманом. Условленным сигналом все ринулись на прорыв проволочных заграждений забора. Завязался бой с немцами и полицией. В первую очередь были забросаны гранатами пулемётные гнезда, часовые на вышках, полицейский участок. Немцы были ошеломлены такими действиями и открыли артиллерийский огонь, подошли танки, но ничего не могло удержать этого натиска, евреи оказывали сопротивление, а один бункер немцы не могли взять в течение целого дня... Было убито и ранено 100 гитлеровцев. Часть евреев ушла в лес, а большая часть была расстреляна. Смертью храбрых погиб и организатор этого восстания тов. Либерман
— НАРБ, фонд 750, опись 1, единица хранения 231, стр.23-25

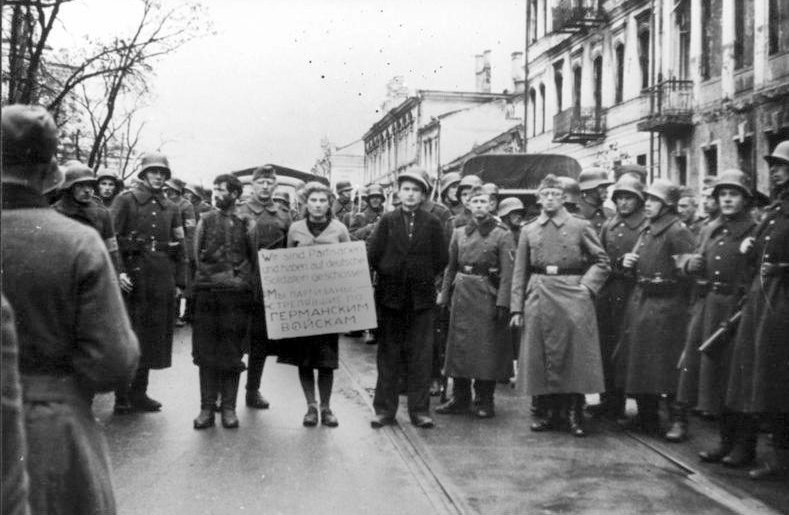
В центре с плакатом на шее — минская подпольщица Маша Брускина. Она и её товарищи были казнены в Минске 26 октября 1941 года

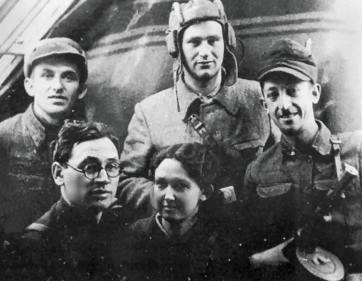

В местечке Лахва 3 сентября 1942 года евреи, приведённые к месту расстрела, набросились на вооружённый конвой. Погибло 2000 человек, 600 бежали в лес. Аналогичные события произошли в местечке Радунь в мае 1943 года — из 180 евреев 20 погибли, а остальные присоединились к партизанам.
Подполье и восстание в Несвижском гетто возглавил Шолом Холявский, который в 1948 году эмигрировал в Израиль, написал ряд научных работ и в 1977 году защитил первую в истории диссертацию по Холокосту в Беларуси.
Связник спецгруппы НКВД «Родные» Розалия Фридман работала в оккупированном Минске под именем Екатерины Дмитриевны Семёновой. В декабре 1943 года была арестована гестапо. Выдержала пытки, никого не выдав, была отправлена в концлагерь во Францию, откуда бежала и возглавила французский женский партизанский отряд. Розалии Фридман было присвоено звание лейтенанта французской армии, а в 1960-е годы в СССР её наградили медалью «За отвагу» и орденом Отечественной войны.
В одних только 14 еврейских партизанских отрядах и группах Беларуси сражалось не менее 1 650 бойцов, а всего в партизанских отрядах Беларуси находилось, по разным оценкам, от 10 тысяч до 15 тысяч евреев. Около 1500 евреев входило в состав специальных разведывательных и диверсионных групп, действующих на территории Белоруссии по линии НКГБ БССР и Главного разведывательного управления Генерального штаба Красной Армии. На 2010 год известны поимённые данные 8468 евреев-партизан. По подсчётам Иоффе, всего на оккупированной территории Белоруссии в борьбе с немцами принимало участие 15 300 евреев, а всего в леса, бежало, по разным данным от 25 до 50 тысяч евреев.
Разнобой в статистике подробно рассмотрен в статье И. Герасимовой и В. Селеменова «К вопросу о численности евреев в партизанском движении Беларуси 1941—1944 гг». Согласно предварительному анализу архивных данных сделан вывод, что численность евреев в партизанском движении была значительно выше, чем это отражено в официальных документах Белорусского штаба партизанского движения. Канадский историк Пер Рудлинг пишет, что нацисты в целях пропаганды завышали число евреев-партизан, а советское правительство сознательно занижало их численность, поскольку боялось, что большое число евреев в партизанском движении скомпрометирует его в глазах нееврейского населения.
В письме генерального комиссара Генерального округа Белоруссия Вильгельма Кубе рейхскомиссару Остланда Генриху Лозе от 31 июля 1942 года сообщалось:

Во всех вооружённых столкновениях с партизанами в Белоруссии выяснилось, что еврейство как в бывшей польской, так и в советской частях генерального округа с польским движением Сопротивления на востоке и красноармейцами на востоке является главным вдохновителем партизанского движения...

Большая часть евреев-партизан была беженцами из гетто. Самый крупный партизанский отряд, целиком состоявший из евреев, был создан братьями Бельскими в 1941 году. Отряд действовал до окончания оккупации Беларуси в 1944 году и насчитывал к концу войны 1230 человек, в том числе, по разным данным, от 350 до 500 вооружённых бойцов. Известность получил также еврейский партизанский отряд 106 под командованием Шолома Зорина, насчитывавший 600 человек, в том числе 137 — боевая рота, остальные — гражданские, в основном женщины и дети. Первым заместителем начальника Белорусского штаба партизанского движения в период 1942—1944 годов был секретарь ЦК КПБ Григорий Эйдинов, двое евреев были командирами партизанских бригад, десятки евреев были комиссарами бригад, начальниками штабов и так далее. В отряде имени Щорса под командованием Павла Пронягина из подпольщиков Слонимского гетто была создана отдельная еврейская 51-я рота, насчитывавшая 170 человек.
Как отмечает Эммануил Иоффе, партизаны-евреи в плен не сдавались, предпочитая смерть. По данным Белорусского штаба партизанского движения известен лишь один случай попадания в плен еврея-партизана. Более половины переживших войну евреев были участниками партизанского движения.
Около 110 тысяч белорусских евреев сражались на фронте, 48 тысяч из них погибли. 23 белорусских еврея стали Героями Советского Союза, двое (Григорий Богорад и Ефим Минкин) — полными кавалерами ордена Славы.

## Антисемитизм на оккупированной территории
Антисемитизм на оккупированной территории проявлялся в этот период в следующем:
- Еврейские погромы и массовые убийства евреев, совершаемые коллаборационистами на оккупированной территории, выдача скрывающихся евреев.
- Помощь нацистам в выявлении евреев среди военнопленных[157].
- Отказ в приёме в партизанские отряды и отправка бежавших из гетто назад, издевательства и даже расстрелы[158][159][160][161].

При этом многие историки отмечают антисемитские проявления как в самих партизанских отрядах, так и в центральном командовании или, как минимум, непротивление этим проявлениям.
В 1942 году Москва дала приказ партизанам не принимать в отряды тех, кто приходит из Минска под предлогом того, что это могут быть специально засланные немцами агенты. Предлагалось задерживать подозрительных и не вступать в контакты с теми, кто не вызывает доверия. Однако именно в этот период большинство приходящих в партизаны из Минска были беженцами из гетто, и телеграмма Пантелеймона Пономаренко вкупе с антисемитизмом самих партизан отразилась на судьбе евреев самым негативным образом. При этом следует понимать, что отказ от приёма в партизаны означал для еврея почти гарантированный смертный приговор.
В докладных записках руководителям подпольных обкомов отмечалось, что партизанские отряды не помогают евреям и не принимают их, а иногда, отняв оружие, отправляют назад или даже расстреливают, «так как антисемитизм в партизанской среде развит довольно сильно…».
Герой Советского Союза подполковник госбезопасности Кирилл Орловский создал из евреев партизанский отряд, по его утверждению, «потому, что все окружающие нас партизанские отряды и партизанские соединения Барановичской и Пинской областей отказывались от этих людей. Были случаи убийства их. Например, „партизаны“-антисемиты отряда Цыганкова убили 11 человек евреев, крестьяне деревни Раджаловичи Пинской области убили 17 человек евреев, „партизаны“ отряда им. Щорса убили 7 человек евреев».
Аналогичные случаи вспоминают также многие другие свидетели. В частности, об этом рассказывает один из руководителей минского подполья Гирш Смоляр в книге «Мстители гетто» в отдельной главе, которую он назвал «И в лесу — ненависть к евреям», а также партизаны Захар Зимак, Яков Шепетинский и другие.
В приказе руководства партизанского движения от 2 апреля 1944 года говорилось: «…были установлены случаи массового террора к партизанам-евреям, что нашло своё выражение в избиении, необоснованном разоружении, изъятии заготовленного продовольствия, одежды и боеприпасов».
Многие выжившие евреи отмечают поддержку геноцида со стороны нееврейского населения. Фактор массового антисемитизма, делающего невозможным выживание евреев, отмечает немецкий историк Бернгард Кьяри. Антисемитские настроения на оккупированной территории были настолько массовыми, что руководитель могилёвского подполья Казимир Мэттэ писал:

Учитывая настроение населения, невозможно было в агитационной работе открыто и прямо защищать евреев, так как это безусловно могло вызвать отрицательное отношение к нашим листовкам даже со стороны наших, советски настроенных людей или людей, близких нам

Немцы активно подогревали эти настроения с помощью местных газет и журналов, которых издавалось свыше 200. В частности, «Менская газета» 2 сентября 1941 года писала:

Интересы жидов и нежидов несовместимы, жидовская этика и мораль не должны отравлять другие нации, ... евреям вообще нет места среди нас.

 Массово использовались нарисованные нацистами и художниками-коллаборационистами карикатуры, на которых руководители СССР, красноармейцы и партизаны были изображены с гипертрофированно-семитскими чертами лица.
Израильский историк Даниэль Романовский утверждал, что большая часть населения равнодушно отнеслась к массовым убийствам евреев не столько из-за антисемитизма, сколько из-за того, что предыдущие годы сталинского террора приучили людей не испытывать никаких эмоций из-за насилия над другими людьми, тем более другого этнического происхождения.
Историки Аркадий Лейзеров и Леонид Смиловицкий отмечают, что официальная советская пропаганда целенаправленно замалчивала геноцид евреев на оккупированных территориях. Как утверждает Олег Будницкий, эта тема не обсуждалась активно, — хотя и не замалчивалась совсем, — чтобы не способствовать нацистской пропаганде о «еврейском засилье в СССР».

## Праведники мира

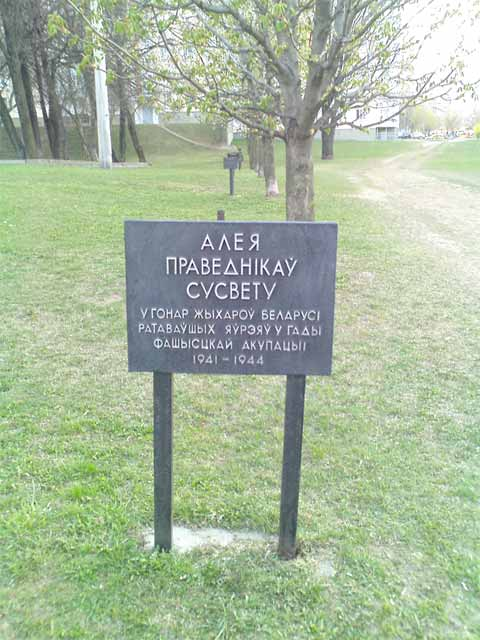
Аллея Праведников мира в Минске

Праведниками мира называются те, кто спасал евреев во время Холокоста, рискуя при этом собственной жизнью, и кому это звание присвоено израильским институтом «Яд ва-Шем». По данным «Яд ва-Шем» в Беларуси это звание было присвоено 683 лицам, во всём мире насчитывается 28 486 праведников мира. Беларусь занимает 8-е место в мире по числу праведников после Польши, Голландии, Франции, Украины, Бельгии, Литвы и Венгрии.
Случай наиболее массового спасения белорусских евреев — подвиг партизана Николая Киселёва, который спас 218 евреев, жителей деревни Долгиново, выведя их через линию фронта за 1500 километров. Этот поступок получил известность только в 2005 году. Не менее 60 евреев спас смотритель католического кладбища в Барановичах Эдуард Чаща.
Многие из тех, кто помогал евреям, были убиты нацистами. Так, 30 июля 1943 года во время операции «Герман» по блокаде партизан в Налибокской пуще за укрывательство бежавших из Минского гетто 30 евреев немцы сожгли деревню Скирмантово вместе с её жителями.
Первыми, кому было присвоено звание Праведников мира в Беларуси, стали 3 ноября 1965 года Андрей Николаев и его жена Наталья Станько, спасшие семью Казинец. После разрыва дипломатических отношений между СССР и Израилем в 1967 году присвоение званий праведников мира в Беларуси было приостановлено. Из опасений за собственную безопасность люди скрывали свою причастность к спасению евреев. Присвоение званий возобновилось в 1979 году.

Поиск информации о праведниках и присвоение им почётных званий продолжается до сегодняшнего дня.

## Статистика жертв
Попытка установить точное число жертв Холокоста сопряжена с чрезвычайными трудностями по ряду причин:
- В СССР жертв не делили по национальности, предпочитая говорить о «советских гражданах», а архивы были закрыты для иностранных исследователей[14].
- Достоверного учёта жертв не было, через множество лет установить многие факты просто невозможно в связи с отсутствием либо смертью немногочисленных свидетелей.
- Разные исследователи применяют разную методологию подсчёта, связанную с границами, гражданством, местом, причинами гибели и так далее[19].

Даже установление численности еврейского населения на начало лета 1941 года представляет собой нетривиальную задачу. Точные данные такого рода отсутствуют. Исследователи, опирающиеся на данные польской переписи 1931 года и советской 1939 года, вынуждены пытаться корректировать их с учётом сложных миграционных процессов, происходивших в предвоенные годы и в начале Второй мировой войны, что крайне сложно сделать. Тем более сложно учесть неорганизованную эвакуацию первых двух недель Великой Отечественной войны, чтобы понять, сколько евреев оказалось на оккупированной территории.
До 1939 года на территории Беларуси проживало 375 092 еврея, доля еврейского населения составляла 6,7 %. После присоединения территории Западной Беларуси численность еврейского населения возросла, по разным оценкам, до 800 000 — 1 000 000 человек, включая еврейских беженцев из Польши, которых в начале 1940 года было зарегистрировано 65 796 человек. Общее число еврейских беженцев из Польши в СССР оценивается, по разным источникам, от 200 до 500 тысяч человек, причём не все из них регистрировались. Доля евреев в населении республики возросла примерно до 10—12,8 %. Общая численность еврейского населения Белоруссии в момент начала немецкого вторжения оценивается от 940 тысяч до миллиона человек. Илья Альтман пишет, что на оккупированной территории оказалось более 800 тысяч евреев.
По данным израильского института Яд ва-Шем, на оккупированной немцами территории Белоруссии (в послевоенных границах, включая территории, присоединённые в 1939 году) оставалось от 570 до 600 тысяч евреев. Прямые потери с 1941 по 1944 годы (то есть убитые немцами и коллаборационистами, а также те, кто умер от голода и болезней в гетто и лагерях) составили от 556 до 582 тысяч человек. Из оставшихся на оккупированной территории выжило всего 14—18 тысяч человек.
По мнению доктора исторических наук Эммануила Иоффе, на территории БССР по состоянию на 22 июня 1941 года, то есть включая Белостокскую область, за годы Великой Отечественной войны погибло 946 тысяч евреев, из них 898 тысяч — непосредственно в результате Холокоста и 48 тысяч — на фронтах. В современных границах Беларуси, по мнению Иоффе, погибло 805 тысяч евреев, в том числе 90 тысяч иностранных.
В диссертации Е. С. Розенблата высказывается мнение, что только на территории западных областей Белоруссии погибло около 500 тысяч человек (примерно 99 % довоенного еврейского населения). В восточных областях погибло, по разным данным, 177 737 евреев («Трагедия евреев Белоруссии в 1941—1944 гг.») или 183 746 евреев («Нямецка-фашысцкі генацыд на Беларусі (1941—1944)») — более половины довоенного еврейского населения. По подсчётам Михаила Куповецкого, среди евреев, проживавших в регионах, которые вошли в состав СССР в 1939—1940 годах, погибло 86 %, а среди тех, кто проживал на территории СССР в границах до 1939 года, — 36 %. По подсчётам Геннадия Винницы только в Восточной Белоруссии погибло 301 тысяча евреев, из них 73,5 % были убиты до января 1942, 94,7 % — до мая 1942 и остальные 5,3 % — до октября 1943.
Всего в годы войны на территории Белоруссии погибло, по разным оценкам, от 400 тысяч (без учёта гибели мирного населения в прифронтовой полосе, а также от голода и эпидемий среди эвакуированных и депортированных) до 898 тысяч евреев. На белорусской территории было уничтожено от 85 до 90 тысяч евреев из других стран. Максимальный разброс цифр составляет от 246 тысяч по Мартину Гилберту и до миллиона человек — по Раулю Хильбергу.
По числу погибших в ходе Холокоста Белоруссия занимает второе место в СССР после Украины.

## Последствия
В послевоенные годы проводился розыск и наказание многих преступников, принимавших участие в геноциде евреев. В частности, 15—29 января 1946 года в Минске состоялся судебный процесс, на котором перед судом военного трибунала предстали 18 военнослужащих германской армии и полиции. 14 из них были приговорены к смертной казни, 4 — к длительным срокам тюремного заключения. В 1967 году в Германии был опознан и в 1973 году осуждён на пожизненное заключение бывший гебитскомиссар Слонима Герхард Эррен, причастный к смерти десятков тысяч евреев слонимского гетто. В то же время ряд лиц, причастных к массовым убийствам, избежал наказания либо получил не очень длительные сроки заключения.
Результатом Холокоста стало резкое уменьшение доли евреев в населении республики. Особенно это было заметно в западных областях, где жители многих населённых пунктов были полностью уничтожены. Так, в Брестской области после освобождения от оккупации было зарегистрировано только 344 еврея. Согласно переписи населения 1959 года, евреев в Белоруссии было 150 100 человек, или 1,9 %.
Кроме этого, установилась резкая диспропорция между еврейским населением западных и восточных областей. До войны оно было соизмеримо, а к 1959 году еврейское население Брестской, Гродненской и Минской областей (без учёта самого Минска) составило лишь 12,4 % от всего еврейского населения Белоруссии. Этому способствовало также Постановление Совета народных комиссаров СССР от 10 ноября 1945 года, по которому бывшие граждане Польши имели право на репатриацию. Этим правом воспользовалось не менее 136 579 евреев.
Учитывая довоенную разницу между еврейским населением восточных (более советизированных и урбанизированных) и западных областей, результатом Холокоста для Белоруссии стало практически полное уничтожение еврейских местечек и культуры идиш.

## Отражение в послевоенных источниках
В послевоенной Белоруссии замалчиванию подвергался сам факт уничтожения евреев по национальному признаку. После войны на памятниках погибшим в ходе Холокоста вместо слова «евреи» писали «мирные жители» или «советские граждане». Деятельность по увековечиванию памяти погибших евреев блокировалась органами коммунистической партии. В частности, известный изобретатель Владимир Фундатор потерял работу из-за организации сбора средств на памятник в посёлке Червень, где погибли его родители. При этом власти обладали полной картиной катастрофы: советская Чрезвычайная государственная комиссия, созданная с целью расследования нацистских преступлений, собирала и документировала сведения об убийствах еврейского населения, для этого в её вопроснике был специальный пункт. В СССР было осуждено большее количество нацистских преступников, чем в любой другой стране мира, среди них были и убийцы евреев. Часть таких судов были открытыми, и на них публично говорилось о фактах преступлений против евреев.
В 1965 году на 3-й Международной конференции по истории движения Сопротивления, состоявшейся в Карловых Варах, в совместном докладе советских историков Е. Л. Болтина, Ф. П. Шевченко и И. С. Краченко было сказано, что «правовое положение белорусов, а также другого нееврейского населения Минска мало чем отличалось от положения евреев». Аркадий Лейзеров называет этот тезис «чудовищным», а Иегуда Бауэр писал: «кто не видит … разницы между положением евреев и остальных народов — тот искажает реальную историю».
Характеризуя причины послевоенной информационной политики в СССР в вопросе освещения Холокоста, доктор исторических наук Олег Будницкий отмечает, что одной из основных идеологических установок советского руководства в отношении войны была идея о единстве советского народа, и в соответствии с ней отдельной памяти о войне у какого-либо народа не должно было быть. Советская власть опасалась роста национализма, в том числе еврейского, особенно после образования государства Израиль. Рост антисемитизма в послевоенные годы сделал невозможным официальное увековечивание памяти жертв Холокоста. Ещё одной причиной, по которой советская власть не хотела публичного обсуждения данного вопроса, было участие в убийствах евреев коллаборационистов: прибалтийских, украинских, отчасти белорусских. Советская власть боролась с националистами и не хотела, чтобы эти проблемы дебатировались при обсуждении преступлений против евреев.
Замалчивалась также деятельность евреев-партизан и подпольщиков. Фальсификация численности партизан-евреев началась ещё в годы войны. Так, сравнение численности евреев партизанской бригады имени Ленина Барановичского партизанского соединения в документах бригады и одного лишь партизанского отряда этой бригады выявило уменьшение численности евреев на 167 человек, или более чем на 30 %.
В официальном справочнике «Партизанские формирования Белоруссии в годы Великой Отечественной войны», изданном Институтом истории партии в 1983 году, нет упоминания о крупнейших еврейских партизанских отрядах Тувьи Бельского и Шолома Зорина, нет информации о созданных в самом начале войны отрядах Фридмана в Гомельской области, Шкляра — в Чечерском и Окунева — в Ветковском районах. Участие евреев в партизанском движении было скрыто под графой «другие национальности». В 8-м томе Белорусской Советской энциклопедии в статье о партизанах указано количество грузин, армян, татар, адыгейцев и якутов, которых были считанные единицы, но нет упоминания о десятках тысяч еврейских партизан. Об отряде Бельского не упоминается также в энциклопедическом однотомнике «Беларусь в Великой Отечественной войне (1941—1945 гг.)», вышедшем в 1995 году.
Более 60 лет в Беларуси не была признана личность минской подпольщицы Маши Брускиной, хотя её опознали 18 свидетелей, а фотографии её казни фигурировали даже на Нюрнбергском процессе. Её память в Беларуси была увековечена лишь 29 февраля 2008 года.

## Историография и ревизия Холокоста в Беларуси
До начала 1990-х годов проблема геноцида еврейского населения Беларуси исследовалась в основном за пределами страны. Наиболее ценными с научной точки зрения Эммануил Иоффе называет монографии и статьи доктора истории Шолома Холявского, выходившие с 1977 года в Израиле. В Беларуси за этот период были изданы лишь некоторые мемуары очевидцев и небольшая брошюра А. Г. Ванькевич о лагере смерти «Тростенец». Геннадий Винница отмечает, что геноцид и изоляция евреев были затронуты в докторской диссертации В. Ф. Романовского «Немецко-фашистская оккупационная политика и её крах в Белоруссии» в 1974 году, но диссертация относилась к материалам ограниченного доступа. Полномасштабная научная работа над этой темой началась лишь в 1990-е годы.
Кандидат исторических наук Марат Ботвинник пишет, что лишь в середине 1990-х годов был открыт доступ к документам об уничтожении евреев в Беларуси, которые ранее находились в спецхранах. Первая монография на эту тему была опубликована в 1993 году историком Анной Купреевой в журнале «Беларуская мінуўшчына».
Впервые в Беларуси попытки отрицания и ревизии истории Холокоста также были отмечены в начале 1990-х годов, когда в продаже появились переводные книги зарубежных авторов, в частности Юргена Графа, и ряд праворадикальных российских газет. В 2008 году в издательстве «Христианская инициатива», впоследствии закрытом за экстремизм, вышел сборник материалов иранской конференции отрицателей.
Проблема замалчивания Холокоста в белорусской историографии сохранилась и после распада СССР. Историк и общественный деятель Яков Басин проанализировал 13 учебников по истории для студентов и школьников, изданных в Беларуси с 1997 по 2003 годы. В 12 из них ни разу не упоминается Холокост, и лишь в одном сказано, что евреев и цыган «ожидало полное уничтожение». Слово «Холокост» вообще не употребляется ни в одном из 26 специализированных изданий по истории Беларуси, вышедших за этот же период. Эммануил Иоффе утверждал, что изучение темы Холокоста в школе, включённое в программу к 2008 году, проходит очень поверхностно, а решение о создании спецкурса на начало 2009 года так и не выполнено.
В 16-м томе «Белорусской энциклопедии», вышедшем в 2003 году, в статье «Холокост» даны три дефиниции термина, и ничего больше. Белорусские историки часто отказываются признавать разницу между террором и геноцидом, что приводит к смешению политики устрашения с политикой истребления. Таким образом, по мнению Якова Басина, игнорируется уникальность Холокоста как явления мировой истории и тот факт, что из белорусского населения погибло около 20 %, а из еврейского — более 80 %. Согласно архивным данным, среди убитых во время оккупации 181 179 жителей Барановичской области 173 581 (95 %) были евреями.
Эммануил Иоффе подчёркивает, что «по отношению к неевреям не проводилась политика тотального уничтожения — она была направлена только против еврейского народа». В этой связи Евгений Розенблат приводит в качестве примера определение гетто как особого типа концлагеря, данное в кандидатской диссертации М. Савоняко, без какого-либо выявления его отличительных признаков.
Яков Басин писал, что научная разработка темы Холокоста остаётся в Беларуси на крайне низком уровне. Аналогичного мнения придерживается кандидат исторических наук Игорь Кузнецов. Израильский историк Даниэль Романовский считает, что о Холокосте в Беларуси вообще нет концептуальных работ. Западная историография по этой теме — описательная, не объясняющая, чем Холокост в Беларуси отличался от того же явления в других странах.
Как пишет Леонид Смиловицкий, автор книги «Катастрофа евреев в Белоруссии, 1941—1944 гг.» (Тель-Авив, 2000), «белорусская историография продолжает сохранять методологическую ошибку, настаивая, что трагедия евреев являлась составной частью трагедии белорусского народа, тогда как нацисты никогда не убивали белорусов по этническому признаку». Однако Евгений Розенблат указывает, что

Появление многочисленных публикаций по истории Холокоста в Беларуси, составление списков гетто и мест уничтожения евреев, выявление данных о демографических потерях еврейского населения республики в годы Великой Отечественной войны свидетельствуют о факте признания отечественной историографией особого характера политики нацистов в отношении евреев в качестве самостоятельной проблемы, нуждающейся в изучении и осмыслении
Составители библиографического справочника «История Холокоста на территории Беларуси» И. Герасимова и С. Паперная перечисляют авторов таких исследований: Л. Смиловицкий и Д. Романовский (Израиль); М. Ботвинник, Э. Иоффе, Р. Черноглазова, В. Селеменов, Р. Платонов (Минск); Е. Розенблат и И. Еленская (Брест). Кузьма Козак добавляет к этому списку Г. Кнатько (Минск) и ряд немецких историков.
Существуют также разногласия, связанные с оценкой роли коллаборационистских органов, в частности юденратов. По утверждению Иоффе, отражение в кандидатской диссертации Сергея Тукало темы связи части членов юденрата минского гетто с подпольем стало причиной того, что диссертация не утверждена президиумом Высшей аттестационной комиссии.

### Основные темы исследований
Проанализировав публикации о Холокосте, Евгений Розенблат выделил основные темы современных исторических исследований:
1. нацистские планы и политика уничтожения еврейского населения, статистические сведения о жертвах Холокоста;
2. еврейское сопротивление: подполье, гетто и участие евреев в партизанском движении;
3. евреи Беларуси на фронтах Великой Отечественной войны;
4. особенности нацистской антисемитской пропаганды в различных оккупированных областях Беларуси;
5. антисемитизм в СССР как условие массового геноцида в Беларуси;
6. историография Холокоста;
7. источники по истории Холокоста;
8. спасение евреев в годы войны. Праведники народов мира.

Однако множество вопросов в рамках темы Холокоста остаются нерешёнными и малоизученными.

## Увековечивание памяти

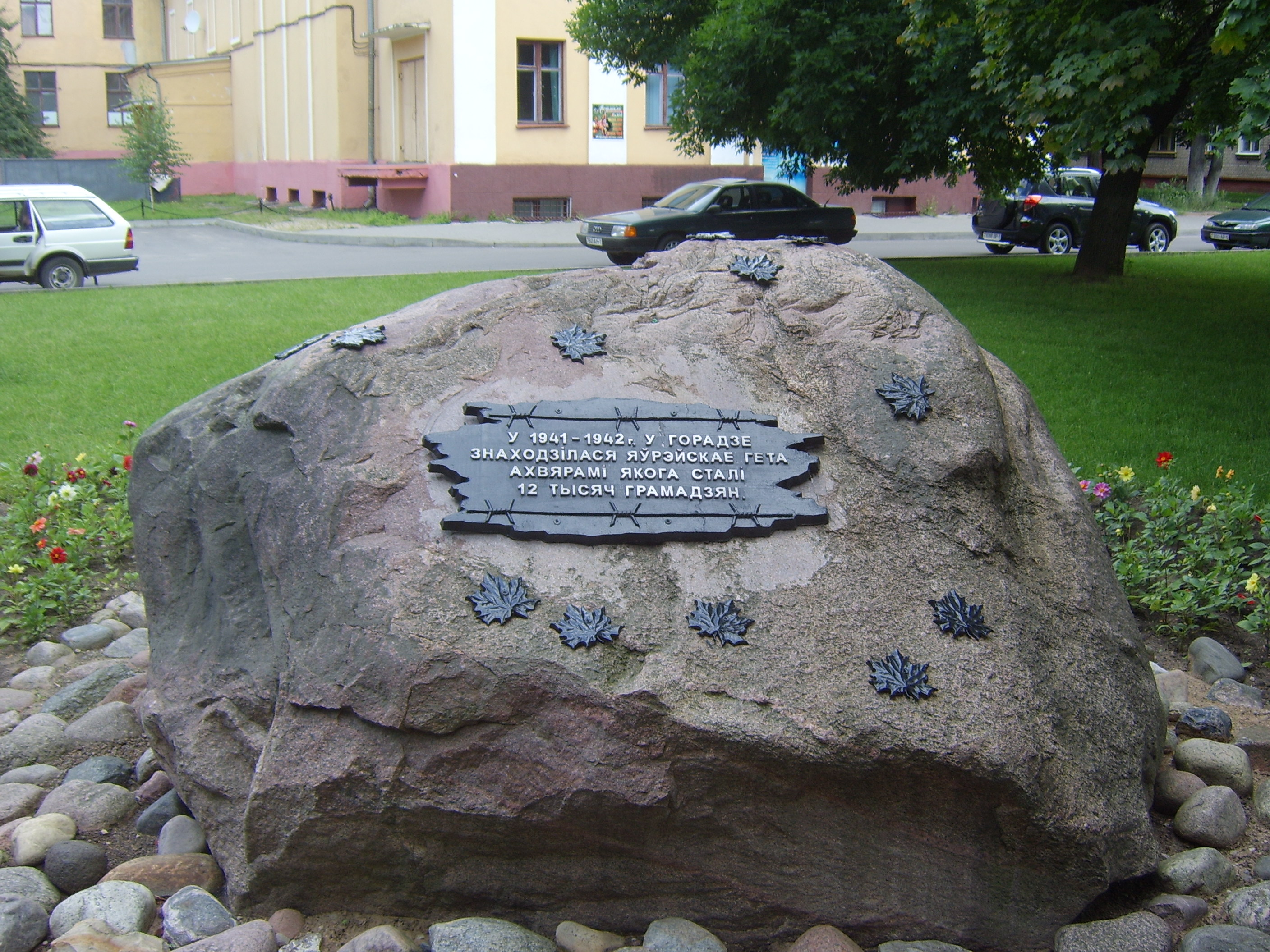
Памятный камень с табличкой на месте гетто в Барановичах

Систематическая работа по увековечиванию памяти жертв Холокоста в Беларуси началась в 1991 году после создания Союза еврейских общественных объединений. В 1992 году была зарегистрирована «Ассоциация евреев — бывших узников гетто и нацистских концлагерей».
В апреле 2002 года в рамках этой организации был открыт «Музей истории и культуры евреев Беларуси». В музее работает постоянная экспозиция «Холокост в Беларуси. 1941—1944». В экспозиции представлены материалы и документы из истории гетто, антинацистского сопротивления и о праведниках мира. Музей проводит регулярные тематические выставки, связанные с Холокостом.
Наиболее известный из памятников жертвам Холокоста в Беларуси — Мемориал жертвам гитлеровского геноцида «Яма». Он был первым и в течение длительного периода после войны единственным памятником жертвам Холокоста на территории СССР. Здесь ежегодно 2 марта, 21 октября (дни крупнейших погромов в минском гетто) и 9 мая (в День Победы) проводятся мероприятия, посвящённые памяти погибших.
Именем руководителя всего минского подполья Исая Казинца названа улица и площадь в Минске. На месте его казни в Центральном сквере установлен мемориальный знак. 13 октября 2005 года одна из улиц в Минске была названа именем руководителя подполья минского гетто Михаила Гебелева.
Увековечение памяти погибших продолжается. Так, в 2008 году в Берёзовском районе в урочище Смолярка был открыт памятный знак узникам Берёзовского гетто, убитым в 1942 году, а в Минске на территории бывшего еврейского кладбища по улице Сухой был открыт памятный знак в честь немецких евреев из Кёльна и Бонна, убитых в минском гетто. В 2009 году открыт памятник в деревне Дараганово Могилёвской области, а в 2010 году — в Глуске и в городе Высокое Каменецкого района Брестской области. 8 июля 2010 года в Минске на улице Кальварийской открыта мемориальная доска, посвящённая подпольщикам минского гетто.
Белорусские власти заявляют, что по состоянию на 1999 год в 170 населённых пунктах Беларуси были установлены памятники и мемориалы погибшим евреям, однако председатель Союза еврейских общественных объединений Беларуси Леонид Левин утверждал, что из почти 500 мест уничтожения белорусских евреев мемориалами, памятными знаками и табличками на начало 2010 года обозначено только 50. Столь значительное расхождение, вероятно, связано с тем, что государственные органы считают все памятники в местах гибели евреев, а еврейские организации — лишь те, на которых упомянуты евреи.
В Беларуси существует проблема антисемитского вандализма, которому регулярно подвергаются памятники жертвам Холокоста. Например, памятник узникам еврейского гетто, расположенный в центре Бреста, осквернялся семь лет подряд.
Предложение ежегодно отмечать в Беларуси на общегосударственном уровне «День Холокоста» было отвергнуто Советом министров Беларуси в июле 2001 года.

Память погибших в Холокосте белорусских евреев увековечена также за пределами Беларуси. В частности, 26 августа 2007 года в Мемориальном парке Холокоста в Нью-Йорке состоялось открытие памятного знака евреям Логойска, расстрелянным 30 августа 1941 года. Ранее в Мемориальном парке были открыты знаки в память о евреях, погибших в Белыничах, Глуске, Ельске, Круглом, Минске и Шепелевичах. В городе Ашдод (Израиль) одному из парков присвоено имя «Героев Мозыря» в честь узников Мозырского гетто, совершивших акт самосожжения осенью 1941 года.

## Известные жертвы Холокоста в Беларуси
- Атлас, Иехезкель (1913—1942) — врач, командир партизанского отряда в Западной Белоруссии.
- Бразер, Абрам Маркович (1892—1942) — скульптор, график и живописец, погиб в Минском гетто.
- Гордин, Яков Хаимович (1876—1942) — шашист, автор множества этюдов, погиб в Бобруйском гетто.
- Тененбаум, Мордехай (1916—1943) — один из лидеров еврейского антинацистского сопротивления.
- Дворкина, Юлия Абрамовна (1902—1943) — литературовед, погибла в Минском гетто.
- Брохес, Рохл (1880—1942) — писательница, погибла в Минском гетто.

## Фильмы
- «Список Киселёва» — документальный фильм о подвиге командира белорусского партизанского отряда «Мститель» Николая Киселёва, который в августе 1942 года спас жизнь 218 еврейским жителям белорусской деревни Долгиново, выведя их за линию фронта.
- «Вызов» (англ. Defiance) — художественный фильм Эдварда Цвика о еврейском партизанском отряде братьев Бельских.
- «В поисках идиша» — документальный фильм о последствиях Холокоста, созданный известным российским учёным и поэтом Александром Городницким и белорусским режиссёром Юрием Хащеватским.
- «Список Гиммлера» — документальный фильм Бориса Герстена о минском гетто[242].
- «Брестское гетто» — документальный фильм Ионаса Мисявичуса, Елены Якович и Ильи Альтмана (1995)[243].
- «Праведники. Между адом и раем» — документальный фильм Эллы Антонишиной[244].

Тема Холокоста в Белоруссии затрагивается также в документальных фильмах Триумф духа (История Феликса Зандмана), Изгои и ряде других.

## Диссертации
- Холявский Ш. «Еврейское подполье и гетто Западной Белоруссии во время Второй мировой войны», 1977 (диссертация на соискание степени PhD, Израиль, Еврейский университет в Иерусалиме, иврит)[142][245].
- Савоняко М. Я. «Немецко-фашистские лагеря на территории Беларуси в годы Великой Отечественной войны, 1941—1944 гг.», 1993 (диссерт. на соискание степени кандидата ист. наук, Минск)[246][247].
- Розенблат Е. С. «Нацистская политика геноцида в отношении еврейского населения Западных областей Беларуси, 1941—1944 гг.», 1999 (диссерт. на соискание степени кандидата ист. наук, Минск, Институт истории НАН РБ)[142][246][248]
- Фаталь-Кнаани Т. «Другой Гродно: гродненская община в период Второй мировой войны и Холокоста, 1939—1943», 2001 (диссертация на соискание степени PhD, Израиль, Яд ва-Шем, иврит)[142].
- Винница Г. Р. «Геноцид еврейского населения Восточной и Центральной Беларуси», 2008 (диссерт. на соискание степени кандидата ист. наук, Минск)[215]
- Корсак А. И. «Геноцид еврейского населения на территории Витебской области. 1941—1943 гг.», 2008 (диссерт. на соискание степени кандидата ист. наук, Минск)[215]
- Тукало С. Н. «Геноцид и борьба евреев в Минском гетто в годы Великой Отечественной войны июль 1941 — октябрь 1943 года. 1941—1943 гг.», 2008 (диссерт. на соискание степени кандидата ист. наук, Минск)[215]